# NGC 3806
NGC 3806 је спирална галаксија у сазвежђу Лав која се налази на NGC листи објеката дубоког неба.
Деклинација објекта је + 17° 47' 44" а ректасцензија 11h 40m 46,7s. Привидна величина (магнитуда) објекта NGC 3806 износи 13,4 а фотографска магнитуда 14,2. NGC 3806 је још познат и под ознакама UGC 6641, MCG 3-30-42, CGCG 97-54, PGC 36231.